# Backun Musical Services
Backun Musical Services Ltd. (BMS) ist ein kanadischer Hersteller von B- und A-Klarinetten mit Sitz in Burnaby, British Columbia.

## Geschichte
Im Jahr 2000 eröffnete der Klarinettist Morrie Backun mit zwei Mitarbeitern eine kleine Reparaturwerkstatt für Holzblasinstrumente. Nachdem er von dem Klarinettisten eines bekannten Sinfonieorchesters den Auftrag erhalten hatte, nicht nur eine seiner Klarinetten zu überholen, sondern dafür auch eine neue Birne anzufertigen, und zwar aus Cocoboloholz (Dalbergia retusa), entschied er sich, zunächst Birnen, dann Becher und ab 2004 auch Mundstücke für Klarinetten in kleinen Serien anzufertigen. Darüber hinaus erhielt er Aufträge zur Entwicklung des Designs für Klarinetten anderer Hersteller. Im Jahr 2006 wurde Backun von der amerikanischen Firma Conn-Selmer, die 2004 den ebenfalls amerikanischen Klarinettenbauer Leblanc übernommen hatte, mit der Neugestaltung und Neuentwicklung ihrer Klarinettenserie beauftragt. So entstand Backuns erste komplette Klarinette in B, die von Conn-Selmer und Leblanc unter dem Label "Leblanc by Backun" vertrieben wurde. Während der Partnerschaft von 2006 bis 2010 entwickelte Backun weiterhin Zubehör für den internationalen Markt und machte die Marke Backun weltweit bekannt.
Nach dem Ende der Zusammenarbeit mit Conn-Selmer stellte Backun für seine eigene Firma auf der NAMM Show 2011 seine ersten kundenspezifischen Klarinetten vor, Instrumente von höchster Qualität für professionelle Klarinettisten. 2012 baute Backun in Burnaby in der Nähe von Vancouver eine moderne Fabrik, ausgestattet mit den neuesten CNC-Maschinen und Konstruktionsausrüstungen einschließlich 3D-Druckern und Scannern. Zunächst wurden dort von 15 in der Produktion tätigen Mitarbeiten pro Monat 30–40 Klarinetten und Tausende von Zubehörteilen größtenteils industriell hergestellt. Nach den Absichten von Morrie Backun sollten die Zahlen 2013 mehr als doppelt so hoch sein.
Im Januar 2017 hat die Eastman Music Company eine bedeutende Investition in Backun getätigt, um eine strategische Beteiligung an Backun Musical Services Ltd. zu erhalten. Diese Investition ermöglichte beiden Unternehmen ein deutliches Wachstum auf dem Markt für Musikinstrumente. Heute (November 2019) stellen ca. 50 Produktionsmitarbeiter pro Monat eine beträchtlich höhere Anzahl an Klarinetten und Zubehör her als in 2013.

## Produkte

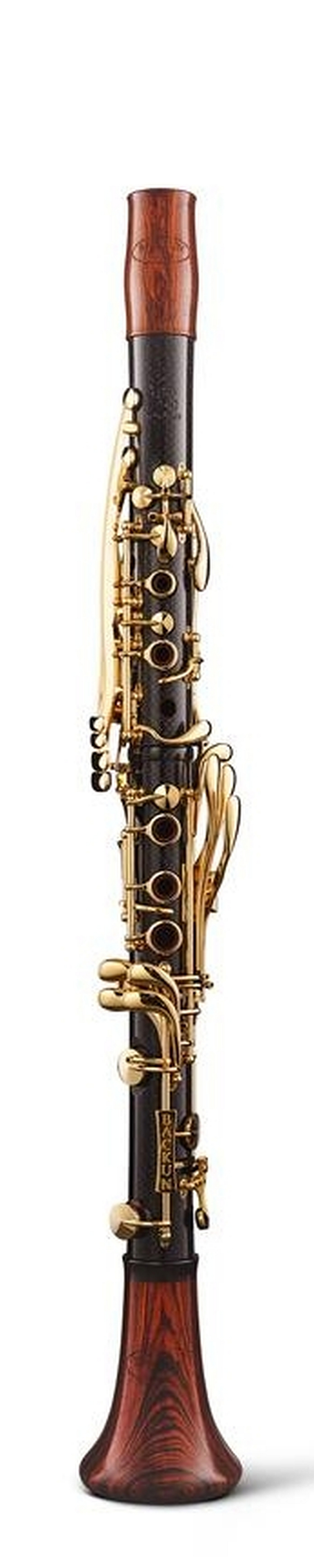
Klarinette mit Carbonummantelung und mit Birne und Becher aus Cocobolo

Backun produziert ausschließlich Klarinetten mit französischem Griffsystem (Böhm-System) und bisher ausschließlich die am meisten gängigen Klarinetten in B und A. Die A-Klarinette, Modell Lumière (Spitzenmodell), gibt es auch als Bassettklarinette. Eine vorhandene Lumiere lässt sich durch ein separat erhältliches Bassett-Unterstück zu einer Bassettklarinette machen.
Folgende Klarinetten sind im Programm:
1. Schülerinstrument Alpha in B aus ABS-Kunststoff, mit 17 Klappen, 6 Ringen und optionalem Es-Heber, mit vernickelter oder versilberter Mechanik
2. Schülerinstrument Beta in B aus Grenadill-Holz (Melanoxylon) mit 17 Klappen, 6 Ringen und optionalem Es-Heber, mit vernickelter oder versilberter Mechanik
3. Intermediate-Modell Protégé in B aus Grenadill mit 17 Klappen, 6 Ringen und optionalem Es-Heber, versilberte Mechanik
Als limitierte Sonderedition wird dieses Modell aus Cocobolo gefertigt, dann mit demselben Mechanismus wie Nr. 5 und 6, auf einigen Märkten mit auch vergoldeter Mechanik.
4. Profi-Modell Q-Serie in B und A aus Grenadill mit 17 Klappen, 6 Ringen und Es-Heber und versilberter Mechanik. In einer limitierten Edition auch aus Cocobolo und mit 18 Klappen, für einige Märkte auch mit vergoldeter Mechanik
5. Zwei Solisten-Modelle MoBa und Lumière in B und A, wahlweise aus Grenadill oder Cocobolo gefertigt, mit 18 Klappen, 6 Ringen und Es-Heber, wahlweise mit versilberter oder vergoldeter Mechanik. Die kleine zusätzliche Klappe ganz unten am Unterstück (wie bei der Tosca von Buffet Crampon) sorgt für eine Verbesserung der Intonation von Tief-F. Die beiden Modelle unterscheiden sich in der Optik sowie im Bohrungs- und Tonlochdesign, da Backun die Lumiere für die Bedürfnisse von Spielern entwickelt hat, die einen lebendigeren und süßeren Klang als den der MoBa suchen, der als dunkel und kraftvoll gilt. Das Modell Lumière aus Cocobolo wird gegen einen erheblichen Aufpreis gelegentlich in der Weise angeboten, dass die Klarinette komplett aus demselben Stamm hergestellt wird und somit durchgängig die gleiche Maserung aufweist. Das gleiche Angebot gibt es gelegentlich auch für einen kompletten Satz aus B- und A-Klarinette.
6. CG Carbon-Klarinette in B und A mit 18 Klappen, 6 Ringen und Es-Heber (CG sind die Initialen des italienischen Klarinettisten Corrado Giuffredi). Diese von BMS entwickelten, zum Patent angemeldeten und nur von BMS erhältlichen Klarinetten besitzen einen mit Carbon überzogenen Korpus (Ober- und Unterstück), dessen Kern – wie auch Birne und Becher – wahlweise aus Grenadill oder Cocobolo besteht. Der fest mit dem Holzkern verpresste Überzug soll Risse verhindern und die Lebensdauer erhöhen, führt aber auch zu einem anderen Klang. Die Oberfläche ist schwarz-meliert.
Es bleibt noch zu erwähnen, dass verschieden geformte Birnen und Becher aus den beiden genannten Holzarten sowie Mundstücke auch für B- und A-Klarinetten anderer Fabrikate angeboten werden und, als Besonderheit, einen hölzernen Becher für Bassklarinetten, die meist mit einem metallenen Schalltrichter ausgestattet sind. Das neueste Produkt ist ein Mundstück für eine Bassklarinette.
Die aktuellen Preise für die genannten Modelle sind auf der Website ersichtlich. Die Firma vertreibt ihre Instrumente aber nicht nur selbst, sondern auch über ein weltweites Händlernetz. Einzelne Händler bieten bestimmte Modelle, die sie in größeren Stückzahlen eingekauft haben, teilweise deutlich günstiger an.

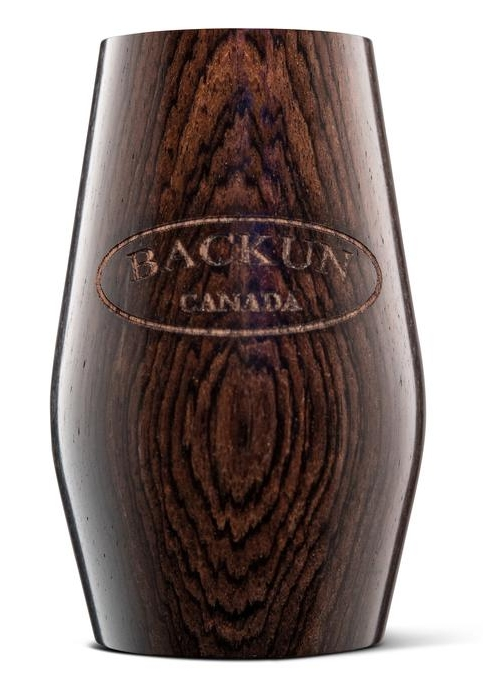
Birne Fatboy
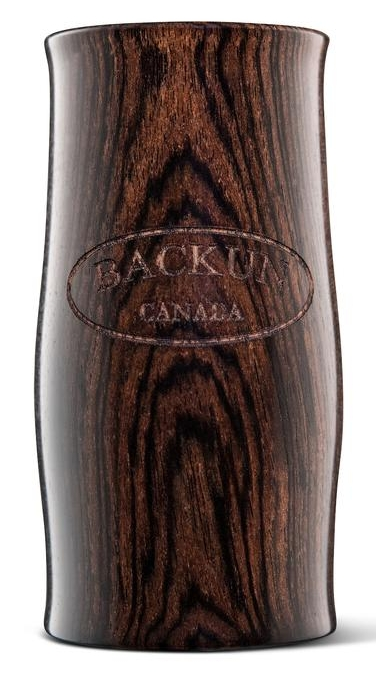
Birne Lumiere
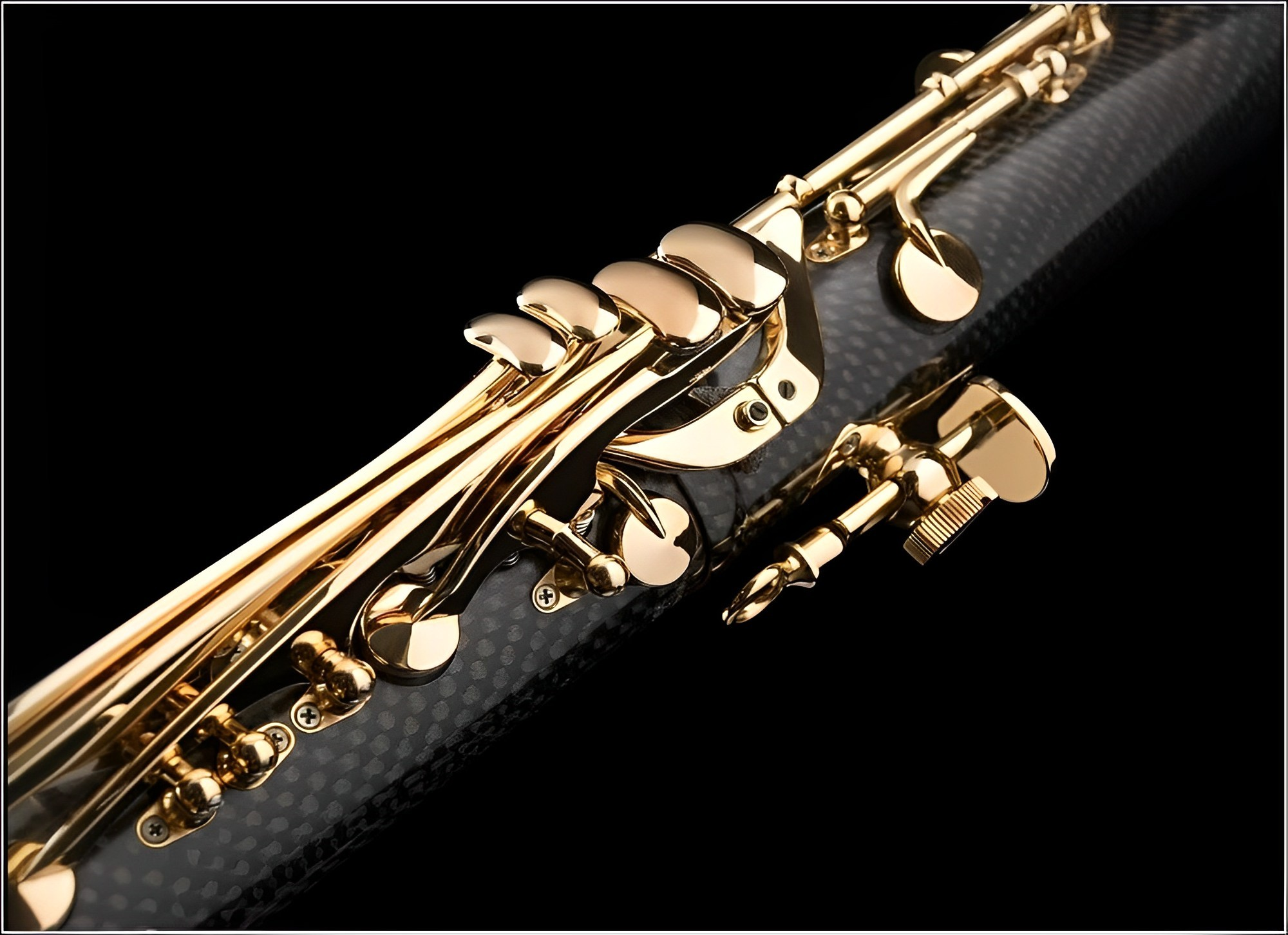
Carbon-Klarinette, Detail
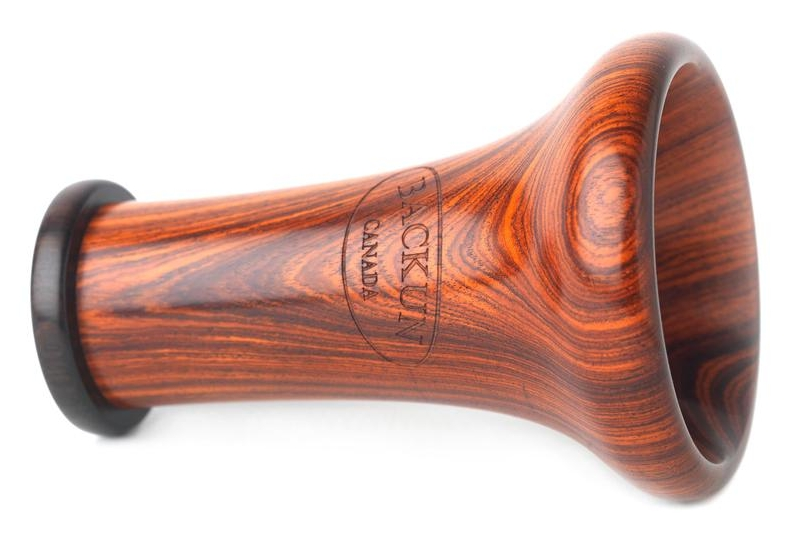
Becher aus Cocobolo für Bassklarinette